# Kőszegi Nagy Henrik
Kőszegi Nagy Henrik (†1274. szeptember 26–29. között) vagy Németújvári Henrik a Kőszegi család alapítója volt a Héder nemzetségből, Héder nembeli Henrik fia. Kora talán leghatalmasabb bárója volt, családja tartományuraságának megalapozója, akit a kortársak hatalma miatt gyakran Nagy Henrik néven emlegettek. Az oklevelekben Héder nembeli Henrikként szerepel, a Kőszegi családnevet utódai kezdték következetesen használni.

## Élete

### IV. Béla idején
1244–1254-ig vasi, 1247–1261-ig somogyi ispán, 1254–1261-ig országbíró és garicsi ispán, 1261–1267-ig nádor és pozsonyi ispán. IV. Béla magyar király rendíthetetlen híve volt annak fiával, V. István ifjabb királlyal folytatott belháborújában. 1260-ban részt vett a II. Ottokár cseh király elleni vesztes kroissenbrunni csatában, amelynek következtében IV. Bélának és V. Istvánnak az 1261. évi bécsi békében le kellett mondania Stájerországról.
1265-ben részt vett a IV. Béla számára vesztes isaszegi csatában, amelyben V. István döntő győzelmet aratott és így megtarthatta az ország keleti része feletti uralmat, teljesen önálló külpolitikát folytatva. IV. Béla seregét Béla macsói herceg vezette, akinek sikerült elmenekülnie,
Nagy Henrik viszont Iván (másképpen János) és Miklós fiával együtt fogságba esett és csak az 1266. március 23-i Nyulak szigeti békekötés után szabadult ki. 1267–1270-ig szlavón bán volt.

### V. István idején
IV. Béla halála után, félve V. István haragjától II. Ottokár cseh királyhoz menekült, akinek a felesége, Kunigunda, Béla macsói herceg testvére, azaz IV. Béla unokája volt. Több várát – Kőszeg, Szentvid, Szalónak, Borostyánkő, Kertes – átadta Ottokárnak. 1271-ben a pozsonyi béke értelmében Ottokár nem támogatta tovább Henriket és a többi nála lévő menekültet, ezután Vas megyei várait V. István megbízásából Monoszló nembeli Gergely foglalta vissza. Kárpótlásul Ottokártól megkapta az ausztriai Laa várát, ahol újra megnősült, feleségül vette a cseh Lichtenburg Smil lányát.

### IV. László idején
1272 augusztusában az özvegy Kun Erzsébet királyné és László elleni sikertelen palotaforradalom után – amit valószínűleg azért kezdeményeztek, hogy a 10 éves László helyett a huszonéves Béla macsói herceg legyen inkább a király – II. Ottokárhoz menekült Monoszló nembeli Egyedet és testvérét Monoszló nembeli Gergelyt Ottokár szívélyesen fogadta, és ajándékokkal halmozta el. Ezen Henrik megsértődött és visszatért a magyar udvarba, ahol pedig őt fogadták szívélyesen. Az udvar IV. László megkoronázása után már Budára vonult, és gyakran mulatott a Nyulak szigetén. Egy ilyen alkalommal 1272 novemberében Kőszegi Nagy Henrik árulással vádolta meg Béla macsói herceget, s a kialakuló szóváltás közben kardot rántott és halálra kaszabolta őt.
Nagy Henrik kibékült és szövetségre lépett Gutkeled nembeli Joachimmal és az így létrejött pártnak ő lett a feje. Riválisuk a Csák nemzetség trencséni ága által vezetett párt volt. Ezután a Kőszegi-párt és a Csák-párt egymást sűrűn  váltogatva került előtérbe és szorult vissza az országos és udvari tisztségek viselésében. Béla macsó herceg halálával a macsói bánságot feldarabolták, Henriknek az ozorai bánság és a sói bánság jutott 1272 novemberétől 1273 márciusáig. 1273 májusától 1274 szeptemberéig horvát–szlavón bán. 1273 júniusa táján Nagy Henrik és a korábban királynépárti, de mellőzése miatt fellázadt Joachim csoportja összefogott a Csák-párttal és megbuktatta Kun Erzsébet anyakirályné híveit. 1273. augusztusában az éppen horvát–szlavón bán Henrik vezette magyar–kun sereg rajtaütött II. Ottokárnak a Laa váránál gyülekező seregén. Ekkor rövid  időre Henrik és Joachim kezébe került az ország kormányzása. 1274 júniusa körül Henrik és Joachim Buda mellett fogságba ejtették László királyt és Erzsébet anyakirálynét, s visszavették a hatalmat a közben felülkerekedett Csák-párttól. Csák nembeli Péter azonban hamarosan kiszabadította a királyt és a királynét, erre Henrik és Joachim András herceget, a király öccsét fogták el és túszként magukkal vitték Szlavóniába. 1274. szeptember 26–29 között a polgárdi csatában Csák nembeli Péter legyőzte Henrik és Joachim seregét. A csatában elesett Kőszegi Nagy Henrik.

## Családja
Ismeretlen nevű első feleségétől született gyermekei:
- Kőszegi Miklós
- Kőszegi Iván (másképpen János)
- Kőszegi Henrik szlavón bán, tárnokmester, a 13-14. század fordulóján a tartományurak egyike
- Kőszegi Péter veszprémi püspök

Második felesége Lichtenburg Smil cseh főúr lánya volt.